# Gran Premio Ciclista de Gemenc
El Gran Premio Ciclista de Gemenc (oficialmente: GP Cycliste de Gemenc) es una carrera ciclista de varios días que se disputa en Szekszárd (condado de Tolna, Hungría) y sus alrededores. Toma su nombre de los bosques de Gemenc.
Se comenzó a disputar en 1975 como amateur y en 2002 ascendió a la categoría 2.6 (máxima categoría amateur) por ello la mayoría de sus ganadores han sido húngaros. Desde la creación de los Circuitos Continentales UCI en 2005 ascendió al profesionalismo formando parte del UCI Europe Tour, dentro de la categoría 2.2 (última categoría del profesionalismo). Sin embargo, desde 2010 volvió a disputarse como carrera amateur. Tras celebrarse tradicionalmente en el mes de julio en 2012 cambió sus fechas corriéndose a finales del mes de mayo. En 2017 volvió a formar parte del UCI Europe Tour dentro de la categoría 2.2.
Tradicionalmente siempre se ha disputado en tres etapas (a veces una de ellas prólogo), la mayoría de ellas con inicio y final en Szekszárd.
Desde el año 2019 se disputan dos pruebas de un día

## Palmarés

### Carrera por etapas
En amarillo: edición amateur.
| Año       | Ganador             | Segundo                | Tercero             |
| --------- | ------------------- | ---------------------- | ------------------- |
| 1975      | György Szuromi      |                        |                     |
| 1976      | András Takács       |                        |                     |
| 1977      | László Halász       |                        |                     |
| 1978      | Tamás Csathó        |                        |                     |
| 1979      | Zoltán Halász       |                        |                     |
| 1980      | Andreas Neuer       |                        |                     |
| 1981      | László Halász       |                        |                     |
| 1982      | Pavel Galik         |                        |                     |
| 1983      | Zoltán Halász       |                        |                     |
| 1984      | Kurto Konrad        |                        |                     |
| 1985      | Vojtech Breska      |                        |                     |
| 1986      | Jörg Windorf        |                        |                     |
| 1987      | Rajko Cubric        |                        |                     |
| 1988      | Olaf Ludwig         |                        |                     |
| 1989      | Steffen Rein        |                        |                     |
| 1990      | Anton Novosad       |                        |                     |
| 1991      | Csaba Steig         |                        |                     |
| 1992      | Csaba Steig         |                        |                     |
| 1993      | Melansek Iztok      |                        |                     |
| 1994      | Kurt Konrad         |                        |                     |
| 1995      | Jan Zilovec         |                        |                     |
| 1996      | Enrico Poitschke    |                        |                     |
| 1997      | David Sipocz        |                        |                     |
| 1998      | Saccucci Tartisio   |                        |                     |
| 1999      | Arvai Attila        |                        |                     |
| 2000      | Remak Zoltan        |                        |                     |
| 2001      | Arato David         |                        |                     |
| 2002      | Arato David         | Róbert Glajza          | Róbert Nagy         |
| 2003      | Varvarouk Anatoly   | Alexei Nakazny         | Tamás Lengyel       |
| 2004      | Zoltán Remák        | Aurel Vig              | Anatolij Varvaruk   |
| 2005      | Martin Prázdnovský  | Anatolij Varvaruk      | Stanislav Kozubek   |
| 2006      | Martin Prázdnovský  | Miroslav Keliar        | Maroš Kováč         |
| 2007      | Sander Oostlander   | Péter Kusztor          | Evgeni Gerganov     |
| 2008      | Davide Torosantucci | Zoltán Madaras         | Gašper Švab         |
| 2009      | Žolt Der            | Matej Jurčo            | Matija Kvasina      |
| 2010      | Gergely Ivanics     | Balász Szórádi         | Zoltán Vígh         |
| 2011      | Zoltán Csomor       | Walter Gaston Trillini | Mike Smith          |
| 2012      | Gianluca Mengardo   | Zoltán Vígh            | Stanislav Bérěs     |
| 2013      | Rida Cador          | Žolt Der               | Patrik Tybor        |
| 2014      | Marko Danilović     | Giacomo Gallio         | Marco Maronese      |
| 2015      | Maroš Kováč         | Andrei Nechita         | Emanuel Kišerlovski |
| 2016      | Rok Korošec         | Krisztián Lovassy      | Filippo Tagliani    |
| 2017      | Filippo Tagliani    | Péter Kusztor          | Jodok Salzmann      |
| 2018      | Rok Korošec         | Michael Kukrle         | Nicolae Tanovitchii |
| 2019-2021 | No se disputó       | No se disputó          | No se disputó       |
| 2022      | Luke Mudgway        | Tomáš Bárta            | Damian Papierski    |
| 2023      | Filip Řeha          | Dylan Hopkins          | Lukáš Kubiš         |

### Gran Premio de Gemenc I
| Año  | Ganador       | Segundo    | Tercero           |
| ---- | ------------- | ---------- | ----------------- |
| 2019 | Attila Valter | Paolo Totò | Niccolò Salvietti |

### Gran Premio de Gemenc II
| Año  | Ganador       | Segundo       | Tercero       |
| ---- | ------------- | ------------- | ------------- |
| 2019 | János Pelikán | Attila Valter | Ivan Centrone |

## Palmarés por países
| País                             | Victorias |
| -------------------------------- | --------- |
| Hungría                          | 14        |
| Checoslovaquia y República Checa | 8         |
| Alemania                         | 5         |
| Eslovaquia                       | 5         |
| Italia                           | 5         |
| Eslovenia                        | 3         |
| Países Bajos                     | 2         |
| Serbia                           | 2         |
| Ucrania                          | 1         |
| Nueva Zelanda                    | 1         |

| País    | Victorias |
| ------- | --------- |
| Hungría | 1         |

| País    | Victorias |
| ------- | --------- |
| Hungría | 1         |